# Moluky (provincie)
Moluky (indonésky Maluku) jsou jednou z provincií Indonésie. Dříve tato provincie zahrnovala celé souostroví Moluky, od roku 1999 tvoří ostrovy na severu samostatnou provincii Severní Moluky.
Hlavním a největším městem je Ambon se 430 000 obyvatel. Ambon leží na stejnojmenném ostrově poblíž ostrova Seram. Počet obyvatel provincie hlásících se k islámu je přibližně stejný jako počet místních křesťanů.
Největšími ostrovy jsou Seram a Buru na severu, které tvoří více než polovinu rozlohy provincie. Zbytek je roztříštěn do mnoha menších ostrovů a ostrůvků (Aruské ostrovy, Tanimbarské ostrovy, Wetar patřící k Malým Sundám a další).